# SIAI-Marchetti SM.102
Die SIAI-Marchetti SM.102 war ein zweimotoriges Transportflugzeug von SIAI-Marchetti.

## Geschichte
Nach dem Fehlschlag der SM.101 konzentrierte SIAI sich auf die zweimotorige Variante SM.102. Der Prototyp (Kennzeichen I-NDIA), der zum ersten Mal am 24. Februar 1949 flog, war vielversprechend und wurde in Indien, im Nahen und Fernen Osten – jedoch ohne den gewünschten Erfolg – als Passagierflugzeug vorgeführt und ausgestellt. SIAI beschloss, das Konzept in ein leichtes Transportflugzeug für die Aeronautica Militare zu ändern. Die neue Version wurde mit zwei 450-PS-Sternmotoren Pratt & Whitney R-985 Wasp Junior ausgerüstet und flog am 7. April 1950 zum ersten Mal. Die Maschine ging für die Aeronautica Militare  in Kleinserie.

## Konstruktion
Die SM.102 war ein zweimotoriger freitragender Tiefdecker mit einem einziehbaren Fahrwerk. Sie hatte ein geschlossenes Cockpit; die beiden Piloten saßen auf zwei Sitzen nebeneinander, die Passagierkabine bot Platz für bis zu acht Passagieren. Der Prototyp wurde von zwei Ranger-SGV-770-C-1-b-Motoren mit je 500 PS angetrieben. Die Militärvariante der SIAI SM.102 wurde von zwei Sternmotoren Pratt & Whitney R-985 Wasp Junior mit je 450 PS angetrieben und nur als leichtes Transportflugzeug eingesetzt.

## Nutzer
- Italien

## Technische Daten
| Kenngröße             | Daten                                                                     |
| --------------------- | ------------------------------------------------------------------------- |
| Besatzung             | 2                                                                         |
| Passagiere            | 8                                                                         |
| Länge                 | 13,4 m                                                                    |
| Spannweite            | 18 m                                                                      |
| Höhe                  | 4,47 m                                                                    |
| Flügelfläche          | 38,4 m²                                                                   |
| Flügelstreckung       | 8,4                                                                       |
| Leermasse             | 3240 kg                                                                   |
| Startmasse            | 5500 kg                                                                   |
| Antrieb               | 2 × Sternmotor Pratt Whitney R-985 Wasp Junior mit je 450 PS (ca. 330 kW) |
| Reisegeschwindigkeit  | 298 km/h in 3000 m Höhe                                                   |
| Höchstgeschwindigkeit | 330 km/h                                                                  |
| Dienstgipfelhöhe      | 6900 m                                                                    |
| Reichweite            | 1650 km                                                                   |